# هانس هیلدبراند

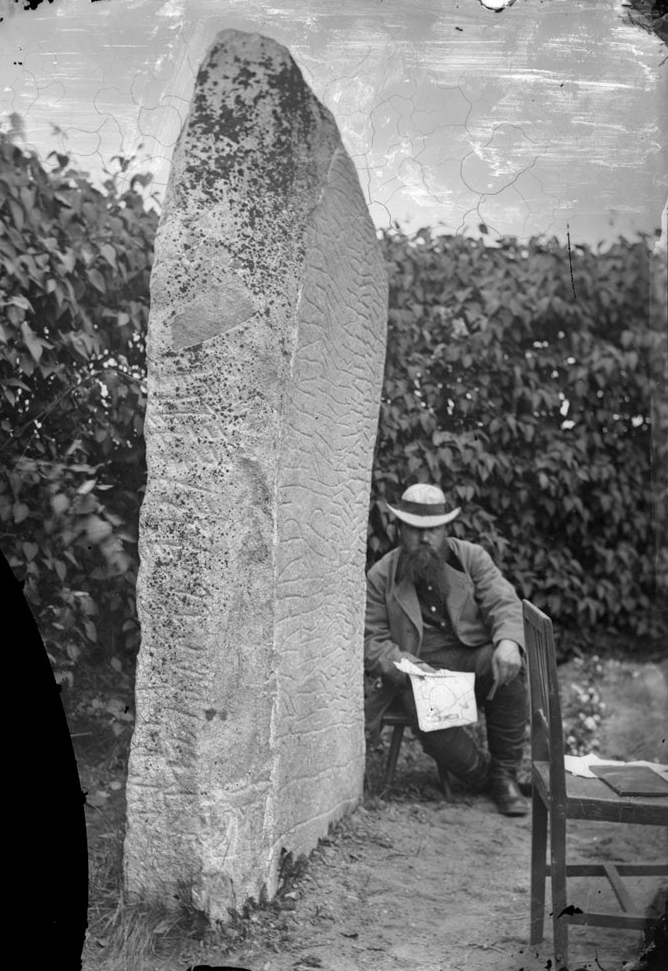
هانس هیلدبراند

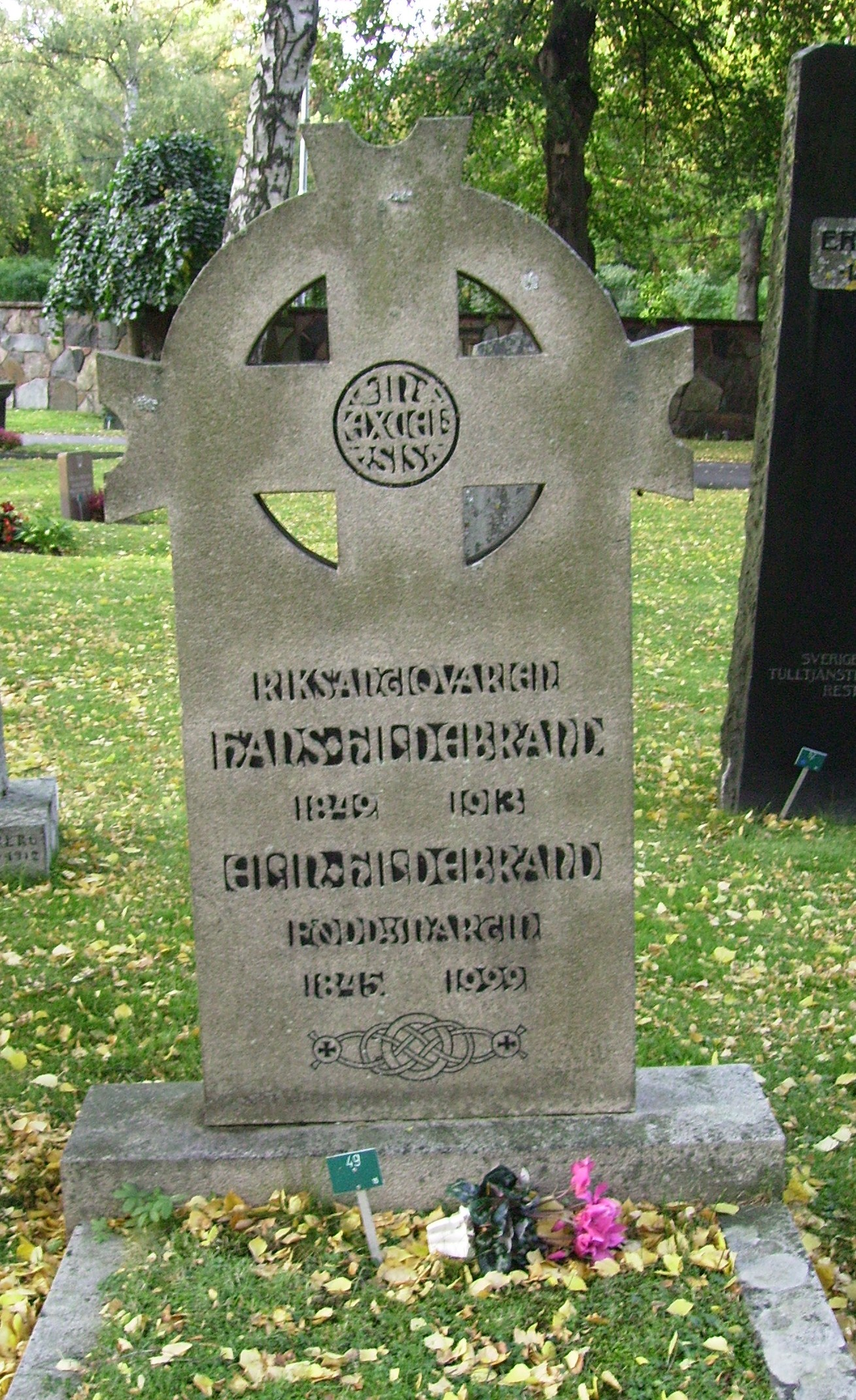
آرامگاه هیلدبراند

هانس هیلدبراند (سوئدی: Hans Hildebrand; ۵ آوریل ۱۸۴۲ – ۲ فوریهٔ ۱۹۱۳) انسان‌شناس، و باستان‌شناس اهل سوئد بود.

## زندگی‌نامه
هانس اولاف هیلدبراند هیلدبراند در استکهلم متولد شد، او پسر برور امیل هیلدبراند بود و مادرش ماتیلدا اکه‌کرانتز و نام برادرش نیز امیل هیلدبراند بود. هانس در سال ۱۸۶۷ با الین ماریا شارلوت مارتین ازدواج کرد.

## فعالیت‌ها
هیلدبراند در همکاری با پدرش و دوست خود اسکار مونتلیوس که در زمره پدران باستان‌شناسی سوئد به‌شمار می‌رود. هردو روی باستان‌شناسی و سکه‌شناسی در قرون وسطی کار می‌کردند. به لحاظ بین‌المللی او یکی از پیشگامان تکنیک گونه‌شناسی در باستان‌شناسی است. بین سالهای ۱۸۹۵ تا قبل از مرگ، هیلدبراند دبیرکل آکادمی سوئد بود، و از ۱۸۷۹ تا ۱۹۰۷ دبیر فرهنگستان پادشاهی علوم سوئد و عضو فرهنگستان و نگهبان میراث ملی فرهنگستان پادشاهی بود و همچنین بنیانگذار ژورنال دانشگاهی «دوستان قدیم» بود. او در سال ۱۸۹۶ مجموعه سخنرانی‌های باستان‌شناسی در مورد هنر صنعتی اسکاندیناوی در زمان بت‌پرستان را ارائه کرد.